# Erick Keter
Erick Keter (* 22. Juli 1966 in Kabarusu, Kericho District) ist ein kenianischer Hürdenläufer.
Keter nahm an den Olympischen Sommerspielen 1992, 1996 und 2000 teil. 1992 und 2000 erreichte er das Halbfinale im 400-Meter-Hürdenlauf, 1996 schied Keter in der ersten Runde aus. Bei den Weltmeisterschaften 1991 erlief sich Keter einen 7. Platz. 1993 in Stuttgart erreichte er einen 5. Platz. Zwischen 1995 und 1998 war Erick Keter kenianischer Meister im Hürdenlauf.